# Szilvási Péter
Szilvási Péter (Nyíregyháza, 1994. július 20. –) magyar korosztályos válogatott labdarúgó. Posztját tekintve belső védő.

## Pályafutása
Nyíregyházán kezdett futballozni, majd 14 éves korában a Honvéd akadémiájára került. A kispestiektől három év után kivásárolta a Greuther Fürth. Nagyon jó lépcsőfok volt számára, sokat tudott fejlődni a németországi évek alatt. Három év után 2015 nyarán lejárt a szerződése, és bár felajánlottak neki kétéves hosszabbítást, úgy érezte, tovább kell lépnie. Próbajáték után igazolt a DVSC-hez.
A 2015-2016-os tavaszi szezonban Mezőkövesden futballozott kölcsönben.
2018 januárjában a másodosztályú Gyirmót szerződtette, miután az előző év végén felbontotta szerződését a debreceni klubnál. A 2018–19-es szezonban alapembere volt a másodosztályú csapatnak, mind a 38 bajnoki mérkőzésen pályára lépett, azonban egy sérülés miatt a következő idény őszi felében nem állt csapata rendelkezésére. 2020 januárjában felbontották a szerződését. 2020 nyarán rövid ideig a Tiszaújváros csapatánál volt, majd augusztusában a másodosztályú Szeged-Csanád Grosics Akadémia játékosa lett. 2021 júliusában a Sényő Carnifex csapatába igazolt. Az év végén bejelentette, hogy visszavonul.

## Statisztika

### Klub
Utolsó elszámolt mérkőzés: 2021. november 28.
| Klub              | Szezon         | Bajnokság           | Bajnokság | Bajnokság | Kupa  | Kupa  | Nemzetközi | Nemzetközi | Egyéb | Egyéb | Összesen | Összesen |
| Klub              | Szezon         | Bajnokság           | Mérk.     | Gólok     | Mérk. | Gólok | Mérk.      | Gólok      | Mérk. | Gólok | Mérk.    | Gólok    |
| ----------------- | -------------- | ------------------- | --------- | --------- | ----- | ----- | ---------- | ---------- | ----- | ----- | -------- | -------- |
| Greuther Fürth II | 2012–13        | Regionalliga Bayern | 13        | 1         | —     | —     | —          | —          | —     | —     | 13       | 1        |
| Greuther Fürth II | 2014–14        | Regionalliga Bayern | 33        | 1         | —     | —     | —          | —          | —     | —     | 33       | 1        |
| Greuther Fürth II | 2014–15        | Regionalliga Bayern | 26        | 0         | —     | —     | —          | —          | —     | —     | 26       | 0        |
| Greuther Fürth II | Összesen       | Összesen            | 72        | 2         | 0     | 0     | 0          | 0          | 0     | 0     | 72       | 2        |
| DVSC              | 2015–16        | NBI                 | 0         | 0         | 1     | 0     | 0          | 0          | —     | —     | 0        | 0        |
| DVSC              | 2016–17        | NBI                 | 1         | 0         | 1     | 0     | —          | —          | —     | —     | 2        | 0        |
| DVSC              | 2017–18        | NBI                 | 1         | 0         | 2     | 0     | —          | —          | —     | —     | 3        | 0        |
| DVSC              | Összesen       | Összesen            | 2         | 0         | 4     | 0     | 0          | 0          | 0     | 0     | 6        | 0        |
| Debreceni EAC     | 2015–16        | NBIII               | 12        | 0         | —     | —     | —          | —          | —     | —     | 12       | 0        |
| Debreceni EAC     | 2016–17        | NBIII               | 11        | 0         | —     | —     | —          | —          | —     | —     | 11       | 0        |
| Debreceni EAC     | 2017–18        | Megye I. osztály    | 7         | 4         | —     | —     | —          | —          | —     | —     | 7        | 4        |
| Debreceni EAC     | Összesen       | Összesen            | 29        | 4         | 0     | 0     | 0          | 0          | 0     | 0     | 29       | 4        |
| Mezőkövesd        | 2015–16        | NBII                | 9         | 0         | —     | —     | —          | —          | —     | —     | 9        | 0        |
| Mezőkövesd        | Összesen       | Összesen            | 9         | 0         | 0     | 0     | 0          | 0          | 0     | 0     | 9        | 0        |
| Gyirmót           | 2017–18        | NBII                | 16        | 0         | —     | —     | —          | —          | —     | —     | 16       | 0        |
| Gyirmót           | 2018–19        | NBII                | 38        | 2         | 0     | 0     | —          | —          | —     | —     | 38       | 2        |
| Gyirmót           | Összesen       | Összesen            | 54        | 2         | 0     | 0     | 0          | 0          | 0     | 0     | 54       | 2        |
| Gyirmót II        | 2017–18        | NBIII               | 1         | 0         | —     | —     | —          | —          | —     | —     | 1        | 0        |
| Gyirmót II        | Összesen       | Összesen            | 1         | 0         | 0     | 0     | 0          | 0          | 0     | 0     | 1        | 0        |
| Tiszaújváros      | 2020–21        | NBIII               | 4         | 0         | —     | —     | —          | —          | —     | —     | 4        | 0        |
| Tiszaújváros      | Összesen       | Összesen            | 4         | 0         | 0     | 0     | 0          | 0          | 0     | 0     | 4        | 0        |
| Szeged-Csanád GA  | 2020–21        | NBII                | 21        | 0         | 1     | 0     | —          | —          | —     | —     | 22       | 0        |
| Szeged-Csanád GA  | Összesen       | Összesen            | 21        | 0         | 1     | 0     | 0          | 0          | 0     | 0     | 22       | 0        |
| Sényő Carnifex    | 2021–22        | NBIII               | 18        | 0         | 3     | 0     | —          | —          | —     | —     | 21       | 0        |
| Sényő Carnifex    | Összesen       | Összesen            | 18        | 0         | 3     | 0     | 0          | 0          | 0     | 0     | 21       | 0        |
| Karrier összes    | Karrier összes | Karrier összes      | 210       | 8         | 8     | 0     | 0          | 0          | 0     | 0     | 218      | 8        |